# Venezuelaeufonia
Venezuelaeufonia (Euphonia trinitatis) är en fågel i familjen finkar inom ordningen tättingar.

## Utseende och läte
Venezuelaeufonian är en knubbig liten fågel med kort näbb och kort stjärt. Hanen är blåsvart på ovansidan och strupen samt lysande gul undertill och på pannan. Honan är olivgrön ovan och gul under med gråvitt bröst. Båda könen uppvisar mycket vitt på stjärtens undersida. Hanen skiljer sig från andra eufoniahanar genom kombination av färg på pannan och undersidan samt storlek. Den är i det närmaste identisk med purpurstrupig eufonia. Honan är unik med gråvitt på bröstet och vita stjärtundersidan. Vanligaste lätet är två klara och visslade toner, "tee dee".

## Utbredning och systematik
Fågeln förekommer från tropiska norra karibiska Colombia till norra Venezuela samt på Trinidad. Den behandlas som monotypisk, det vill säga att den inte delas in i några underarter.

### Familjetillhörighet
Tidigare behandlades släktena Euphonia och Chlorophonia som tangaror, men DNA-studier visar att de tillhör familjen finkar, där de tillsammans är systergrupp till alla övriga finkar bortsett från släktet Fringilla.

## Levnadssätt
Venezuelaeufonian är en vanlig fågel i både torra och fuktiga skogar. Den ses ofta i par, med hanen sjungande i trädtoppar.

## Status
Arten har ett stort utbredningsområde och beståndet anses stabilt. Internationella naturvårdsunionen IUCN listar den därför som livskraftig (LC).